# Конрад фон Ревентлов
Конрад фон Ревентлов (на немски: Conrad von Reventlow; * 21 април 1644 в Копенхаген; † 21 юли 1708 в дворец Клаусхолмс при Ранерс) е благородник от род Ревентлов от Шлезвиг-Холщайн, от 1673 г. граф фон Ревентлов, датски премиер-министър и канцлер (1699 – 1708) по време на управлението на крал Фредерик IV.
Той е син на датския канцлер за германските части Детлеф Ревентлов (1600 – 1664) и съпругата му Кристина Рантцау (1618 – 1688), дъщеря на Хенрик/Хайнрих Рантцау († 1620) и Катарина Рантцау (1590 – 1655). Братята му са Хенрик Ревентлов (1638 – 1677), тайният съветник Хенинг Ревентлов (1640 – 1705) в Хемелмарк, Глазау и Алтенхоф, също тайният съветник и пропст Детлев Ревентлов (1654 – 1701).
След следването си в университет, Конрад Ревентлов отива в датския двор през 1665 г. и прави там кариера. През 1670-те години той е полковник в датската войска. От 1690 г. Конрад строи дворец Клаусхолмс. Саркофагът му се намира катедралата на Шлезвиг.

## Фамилия
Конрад Ревентлов се жени на 21 юли 1667 г. в Копенхаген за Анна Маргарета фон Габел (1651 – 1678), дъщеря на влиятелния шатхалтер граф Кристофер фон Габел (1617 – 1673) и Ермегаард Баденхаупт († 1699). Те имат седем деца, между тях:
- Кристиан Дитлев фон Ревентлов (1671 – 1738), генерал, женен 1700 г. за Бенедикта Маргарета фон Брокдорф (1678 – 1739)
- Кристина София фон Ревентлов (1672 – 1757), омъжена на 14 септември 1688 г. за граф Нилс Фриис цу Фриизенборг (1665 – 1699)

Конрад Ревентло се жени втори път 1 май 1681 г. за София Амалия фон Хан (1664 – 1722), господарка на Зеекамп. Те имат десет деца, между тях: 
- Анна Маргрета (1682 – 1710), омъжена за на 16 март 1699 г. в църквата на Кристиансборг за 2. граф Ханс Шак фон Шакенборг (1676 – 1719)
- Улрика Елеонора (1690 – 1754), омъжена на 20 декември 1713 г. за граф Фердинанд Антон Гилденльове (1688 – 1754), внук на крал Фредерик III (1609 – 1670) и метреста му Маргрета Папе (1620 – 1684)
- Анна София фон Ревентлов (* 16 април 1693, дворец Клаусхолмс при Ранерс; † 7 януари 1743, дворец Клаусхолмс при Ранерс), омъжена на 4 април 1721 г. в Копенхаген за датския крал Фредерик IV (1671 – 1730) и е коронована за кралица

## Галерия
- Герб на фамилията Ревентлов
- Герб на фамилията Ревентлов
- Дворецът Клаусхолм